# Näsinge
Näsinge est une paroisse de la province suédoise de Bohuslän, située sur le territoire de la commune de Strömstad, dans le comté de Västra Götaland. Sa superficie est de 4 480 hectares.

## Démographie
| Année      | 1886 | 1912  | 2000 |
| ---------- | ---- | ----- | ---- |
| Population | 922  | 1 449 | 296  |

## Lieux et monuments
- Tombes datant de l'âge du bronze et de l'âge du fer
- Église construite en 1864 d'après les plans de l'architecte Ernst Abraham Jacobsson (1839-1905)

## Personnages célèbres
- Olof Torén (1718-1753): naturaliste et pasteur luthérien décédé à Näsinge le 17 juillet 1753, correspondant de Carl von Linné